# Федерація хокею України
Федерація хокею України (ФХУ) — громадська організація (спортивна федерація), яка займається проведенням на території України змагань з хокею з шайбою. Заснована у 1992 році, член ІІХФ з 6 травня 1992 року. У країні 7 професіональних клубів, 4003 гравців (607 із них — дорослі), 25 льодових майданчиків, що відповідають Правилам гри в хокей. Найбільша арена — Київський палац спорту (6850 місць).

## Історія
Найсильніші клуби України «Сокіл» (Київ), «Динамо» (Харків), ШВСМ (Київ) виступали у чемпіонатах СРСР, згодом «Сокіл» виступав у МХЛ.
Перший чемпіонат України розіграли у 1993 році у турнірі брало участь 7 команд. У чемпіонаті 1998 році брало участь 7 команд. Чемпіони: «Сокіл» (Київ) — 1992—1993, 1995, 1997—1999, 2003—2005, «Майстер клуб» (Київ) — 1994, «Беркут» (Київ) — 2000, 2001, 2002. У 1996 році — чемпіонат не проводився.
Збірна України перший міжнародний матч провела 6 листопада 1992 року у Мінську зі збірною Казахстану і поступилася 4:5.
Найвище досягнення команди на чемпіонаті світу — 9-е місце у 2002 році.
Найсильніші гравці України різних років: воротарі Юрій Шундров, Євген Бруль, Олександр В'юхін, Ігор Карпенко, Костянтин Сімчук, Богдан Дяченко; захисники Валерій Ширяев, Андрій Бущан, Сергій Лубнін, Юрій Гунько, Олег Полковников, Володимир Кирик, Олександр Савицький, Сергій Гаркуша, В'ячеслав Тимченко, Андрій Овчинников, Олександр Годинюк, Ігор Юрченко, Андрій Савченко; нападники Анатолій Степанищев, Євген Шастін, Раміль Юлдашев, Вадим Кулабухов, Костянтин Буценко, В. Гончаренко, Дмитро Підгурський, Віталій Литвиненко, Михайло Фадєєв, Валентин Олецький, Анатолій Найда, Василь Бобровников, Петро Малков, Андрій Ніколаєв, Віталій Семенченко, Вадим Шахрайчук, Євген Млинченко, Дмитро Марковський, Євген Аліпов, Данило Дідковський, Олександр Зіневич, Дмитро Христич.